# Every Stranger Looks Like You
Every Stranger Looks Like You is een Belgische grunge/posthardcore band uit Brakel.
Zanger-gitarist Tim De Gieter deed ervaring op als producer in zijn eigen studio, waar  bands als Eleanora, Brutus, 30,000 Monkies en zijn eigen band FÄR opnamen.
Het debuutalbum Bluest Shade Of Black verscheen in 2017 en werd geproduceerd door Carl Saff (Fu Manchu).

## Discografie
- 2014 ESLLY (EP)
- 2017 Bluest Shade Of Black (Dog Knights Productions)